# دیوید بیسکونی
دیوید بیسکونی (اسپانیایی: David Bisconti‎؛ زادهٔ ۲۲ سپتامبر ۱۹۶۸) بازیکن سابق فوتبال اهل آرژانتین است.
از باشگاه‌هایی که در آن بازی کرده‌است می‌توان به باشگاه فوتبال یوکوهاما مارینوس، باشگاه فوتبال ساگان توسو، باشگاه فوتبال آویسپا فوکوئوکا، باشگاه فوتبال روساریو سنترال اشاره کرد.